# Гершензон, Евгений Михайлович
Евгений Михайлович Гершензо́н (9 июня 1930, Москва— 26 июля 2001) — советский и российский учёный в области экспериментальной физики, физики полупроводников, радиофизики. Доктор физико-математических наук (1967), профессор (1968), заслуженный деятель науки РСФСР, член-корреспондент РАО по Отделению высшего образования (1992). Почётный профессор МПГУ (2000), научный руководитель Проблемной радиофизической лаборатории МПГУ. Лауреат Государственной премии СССР (1980).

## Биография
Евгений Михайлович Гершензон родился 9 июня 1930 года в Москве в семье писателя Михаила Абрамовича Гершензона. Внук педиатра А. О. Гершензона, племянник литературоведа М. О. Гершензона.
В 1952 году окончил Московский государственный педагогический институт им. В. И. Ленина. Оставшись работать в МПГУ он сначала стал ассистентом, а затем прошел все ступени до заведующего кафедрой общей и экспериментальной физики.
В 1980 году получил Государственную премию СССР.
В 1992 году получил звание заслуженного деятеля науки РСФСР и был избран членом-корреспондентом РАО.
Дети — физики Владимир и Михаил Гершензоны.

## Публикации
Автор более 400 научных работ и 25 научных изобретений. Избранные публикации:
- Курс общей физики : оптика и атомная физика: [Для физ.-мат. фак.] / Е. М. Гершензон, Н. Н. Малов, А. Н. Мансуров. — 2-е изд., перераб. — Москва : Просвещение, 1992. — 319 с. : ил. — (Учебное пособие для педагогических институтов). — ISBN 5-09-004026-5.
- Молекулярная физика : Учеб. пособие для пед. вузов по спец. «Физика» / Е. М. Гершензон, Н. Н. Малов, А. Н. Мансуров. — Москва : Академия, 2000. — 265 с. : ил. — (Высшее образование). — ISBN 5-7695-0323-8.
- Оптика и атомная физика : Учеб. пособие для пед. вузов по спец. 032200-физика / Е. М. Гершензон, Н. Н. Малов, А. Н. Мансуров. — Москва : Академия, 2000. — 406 с. : ил. — (Высшее образование). — ISBN 5-7695-0351-X
- Механика : Учеб. пособие для пед. вузов по спец. 032200-Физика / Е. М. Гершензон, Н. Н. Малов, А. Н. Мансуров. — Москва : Академия, 2001. — 378 с. : ил. — (Высшее образование). — ISBN 5-7695-0349-1
- Электродинамика : Учеб. пособие для пед. вузов по спец. 032200- Физика / Е. М. Гершензон, Н. Н. Малов, А. Н. Мансуров. — Москва : Академия, 2002. — 350 с. : ил. — (Высшее образование). — ISBN 5-7695-0746-2 :
- Сборник вопросов и задач по общей физике [Текст] : учеб. пособие для студентов физико-мат. фак. пед. ун-тов и ин-тов / [Н. Г. Птицина и др.]; под ред. Е. М. Гершензона. — 2-е изд., испр. — Москва : Academia, 2002. — 326 с. : ил. — (Высшее образование). — 30000 экз.. — ISBN 5-7695-0891-4 (в пер.)
- Радиотехника [Текст] : [учебное пособие для физико-математических факультетов педагогических институтов] / Е. М. Гершензон, Г. Д. Полянина, Н. В. Соина. — Москва : Просвещение, 1986. — 318 с.